# 酒井忠良 (伊勢崎藩主)
酒井 忠良（さかい ただかた）は、江戸時代の大名。上野伊勢崎藩の第6代藩主。雅楽頭系酒井家支流6代。
文化5年（1808年）に第5代藩主・酒井忠寧の長男として生まれる。文化14年（1817年）に父が死去したため家督を相続する。天保2年（1831年）に弟の忠恒に家督を譲って隠居し、天保5年（1834年）に27歳で死去した。

## 系譜
父母
- 酒井忠寧（父）
- 多加 ー 牧野宣成の四女（母）

正室、継室
- 佐多、益 ー 本多忠知の娘（正室）
- 宮 ー 森忠賛の四女（継室）

養子
- 酒井忠恒 ー 実弟